# Commune de Taebla
La commune de Taebla (en estonien : Taebla vald, en suédois : Nuckö kommun) est une ancienne municipalité rurale d'Estonie située dans le Comté de Lääne. Elle s'étend sur 141 km2
et a 2 427 habitants(01.01.2012).
La commune de Lääne-Nigula est créée en fusionnant les communes de Oru, Risti et de Taebla à la suite des élections municipales du 20 octobre 2013.

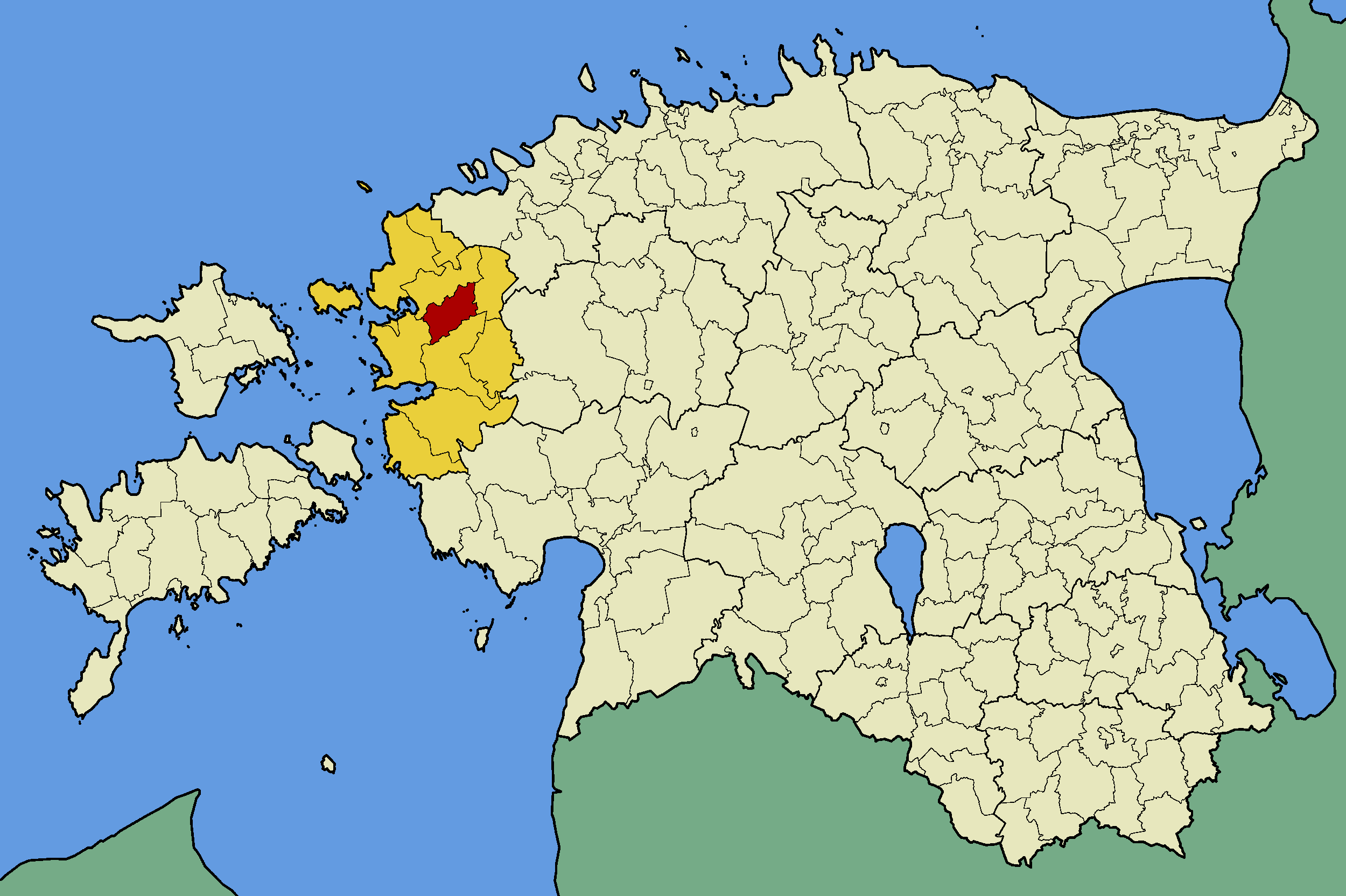
Commune de Taebla (rouge), dans le Comté de Lääne (jaune).

## Municipalité
La municipalité comprend 2 bourgs et 15 villages:

### Bourgs
Palivere, Taebla.

### Villages
Nigula, Kirimäe, Vidruka, Võntküla, Koela, Kadarpiku, Turvalepa, Leediküla, Pälli, Tagavere, Allikmaa, Luigu, Nihka, Väänla, Kedre.